# Stephan Zwierschitz
Stephan Zwierschitz (Mödling, 17 settembre 1990) è un calciatore austriaco, difensore del Sommerein.

## Caratteristiche tecniche
Terzino destro, può giocare anche come terzino sinistro.

## Carriera

### Club
Ha giocato nella prima divisione austriaca.

### Nazionale
Ha giocato nella nazionale austriaca Under-21.